# Rensselaer, Missouri
Rensselaer är en ort (village) i Ralls County i Missouri. Vid 2010 års folkräkning hade Rensselaer 228 invånare.